# Editor (Software)
Ein Editor (von englisch to edit [Texte etc.] ‚herausgeben‘, ‚redigieren‘, ‚bearbeiten‘, aber auch [Filme] ‚schneiden‘), auf Deutsch auch Bearbeitungsprogramm genannt, ist ein Computerprogramm zur Erstellung und Bearbeitung von digitalen Daten (Dateien).
Demgegenüber dient ein Dateibetrachter nur dem reinen Betrachten von Daten und arbeitet in der Regel lediglich im Lesezugriff.

## Weitere Details
Die Arbeit mit einem Editor unterscheidet sich wesentlich von der traditionellen papiergebundenen Arbeitsweise, da die bearbeiteten Daten in flüchtigen Speichern solange vorrätig gehalten werden, bis der Bearbeiter ausdrücklich die Speicherung vorher eingegebener oder bearbeiteter Daten beschließt. In den meisten Editoren ist es daher möglich, durch eine undo-Funktion jede beliebige vorherige Eingabe ohne Schäden oder Einschränkungen zurückzunehmen. Eine Grenze dieser Revertierbarkeit von Eingaben ergibt sich nur bei komplex verbundenen Daten oder auch Datensätzen, wo sich bei Rücknahme einer einzelnen isolierten vorherigen Eingabe teilweise unsinnige neue Informationen ergeben, weil der funktionale Zusammenhang der vorherigen Daten zerstört wurde. Ein besserer Editor kann diesen beschriebenen Umstand jedoch erkennen und macht entweder den Anwender auf den möglichen Fehler aufmerksam oder löscht beispielsweise alle verbundenen Daten ebenfalls, so dass in den restlichen Daten oder Informationen keine Fehler entstehen.
Die meisten Editoren bieten eine Vielzahl weiterer Funktionen und können sich je nach Anwendungsgebiet erheblich voneinander unterscheiden, so dass sich entsprechend der Komplexität eines Editors die Notwendigkeit einer speziellen Einführung oder sogar einer Schulung ergibt.
Die frühesten Editoren (z. B. TECO) waren ausschließlich kommandogesteuert, da praktisch nur fernschreiberähnliche Geräte als Computerterminal zur Verfügung standen. Mit zunehmendem Einsatz von Bildschirmterminals (als Textterminals oder Grafikterminals) wurden Editoren entwickelt, die auf dem Bildschirm den Text oder ein Teil davon darstellen, mit Hilfe von Maus oder Tastensteuerung wurde eine Eingabemarkierung bewegt, an der entsprechenden Stelle wurde Text eingegeben oder geändert; das Ergebnis war sofort sichtbar. Dies ist heute praktisch die einzige Form des Editierens. Dabei wird noch zwischen WYSIWYG-Editoren unterschieden, die auch die Formatierung des Textes (Schriftgröße, -art, Auszeichnung usw.) verändern und direkt darstellen können, und Texteditoren, die das nicht können.

### Anwendungen
- Texteditor für Textdateien, beispielsweise Notepad, Emacs oder vi
  - Online-Editor für webbasierte Textbearbeitung, auch Web-Editoren genannt
  - HTML-Editor für Webseiten
  - XML-Editor für XML-Dateien
- Audioeditor für Audiodateien
- Leveleditor für Computerspiele
- Hex-Editor für Binärdateien
- Grafikeditor für
  - Bilder und Grafiken auf Pixel-Ebene (z. B. Paint)
  - Grafiken auf Vektorbasis (z. B. Inkscape)
  - Präsentationen (z. B. Powerpoint)
  - Computer-aided design (auch CAD), die computergestützte Konstruktion
  - generische 3D-Grafik, siehe 3D-Grafiksoftware (z. B. Blender (Software))
  - Desktop-Publishing, wobei hier je nach Produkt ein fließender Übergang zu Textverarbeitungssoftware und anderer Bildbearbeitungssoftware auf Vektor- oder Pixelbasis bestehen kann (z. B. Scribus)
  - Geoinformationssystem für die Bearbeitung von geografischen Informationen (GIS-Daten)
  - Musik zur Erstellung von Notenblättern und Partituren
  - weitere, fachspezifische Anwendungsgebiete